# Shamley Green
Shamley Green is een klein dorp in het graafschap Surrey in Engeland. Dorpen in de buurt zijn Wonersh, Chilworth, Blackheath and Bramley. De dichtstbijzijnde treinstations zijn Station Chilworth (2.3 mijl) en Station Farncombe (3.8 mijl). Het dorp heeft twee pubs, The Bricklayers Arms en The Red Lion. Verder heeft het dorp een kleine supermarkt, een kookwinkel en een drogist.
De kerk van Shamley Green is een Anglicaanse kerk, genaamd Christ Church.
De naam van Shamley Green is gebruikt voor Alfred Hitchcocks bedrijf dat de film Psycho heeft geproduceerd voor Shamley Productions.
Het dorp is de geboorteplaats van Sir Richard Branson, bekend van zijn merk Virgin Atlantic.
De artiest Tony Hart heeft meer dan veertig jaar lang, tot zijn dood, in het dorp gewoond.